# توماس اچ. وایت

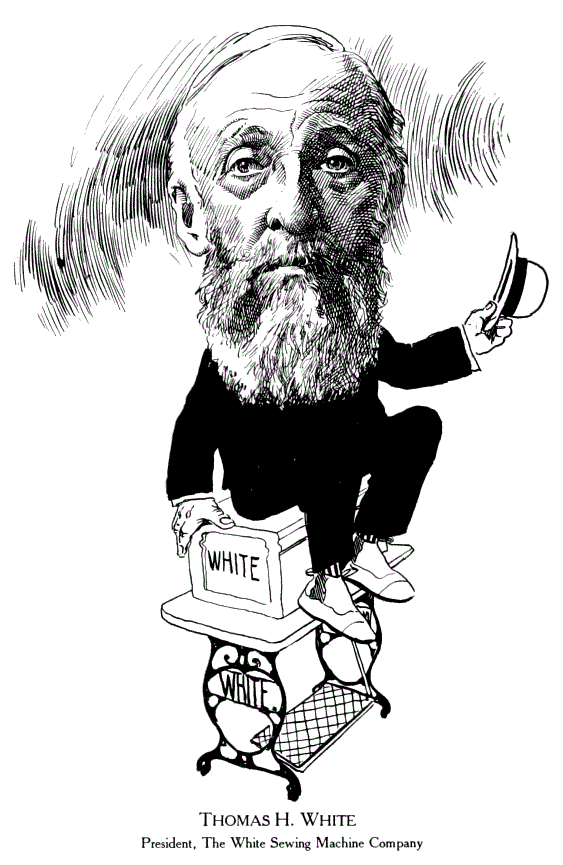
نگاره‌ای از چهره توماس اچ. وایت - ۱۹۰۴

توماس اچ. وایت (انگلیسی: Thomas H. White; ۲۶ آوریل ۱۸۳۶ – ۲۲ ژوئن ۱۹۱۴) مخترع اهل ایالات متحده آمریکا بود، که در سال ۱۹۰۰ شرکت وایت موتور را تأسیس کرد.